# 홍이두
홍이두(洪利斗, 일본식 이름: 三井利斗, 1894년 ~ ?)는 일제강점기에 활동한 일본군 위안소 운영자이다. 평안북도 박천군 출신으로 우한계림회 이사를 지냈다.

## 위안소 운영
1941년 중국 후베이성 한커우에서 자본금 1만원(1941년 기준)으로 춘일관이라는 위안소를 운영했다.

## 친일 활동
친일 단체인 우한계림회 이사를 지냈다. 계림회는 조선인들이 많이 거주하는 중국 관내 각 지역에서 내선일체 고취와 전쟁협력 등을 목적으로 조직된 친일단체로 일본 영사관, 일본인거류민단, 본상공회 등과 긴밀한 유대 관계를 맺고 일본군 위문금품 모집, 국방헌금 모금, 신사 참배, 조선 징병제 실시 감사 축하식 거행 등의 다양한 친일 활동을 하였다.